# Campanula exigua
Campanula exigua is een eenjarige plant uit de klokjesfamilie (Campanulaceae). 
De plant is endemisch in Californië. De soort komt hier voor op enkele brandgevoelige hellingen van het Mount Diablo State Park.
De plant groeit op rotsige en kiezelige grond. Enkele stengels met een melkig sap dragen slechts spaarzaam kleine bladeren. Aan het eind van elke stengel groeien klokvormige, helder blauwviolette bloemen.
De plant komt voor in het zogenaamde chaparralecosysteem. Het is een van de weinige planten die het goed doen op bodems met serpentijn daarin.